# Jean-Claude Trichet

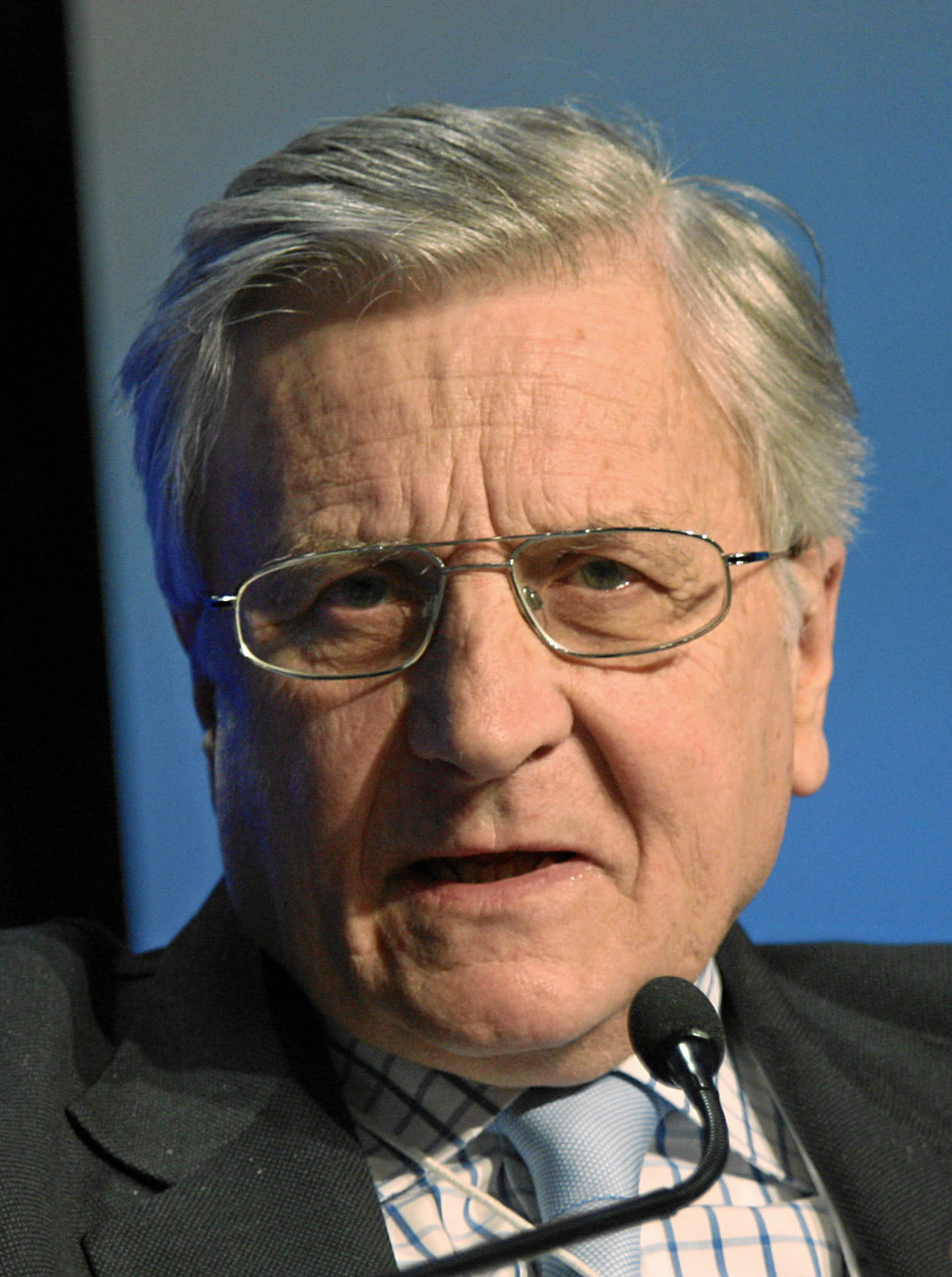
Jean-Claude Trichet

Jean-Claude Trichet (Lyon, 20 december 1942) is een Franse bankier. Van 2003 tot 2011 was hij voorzitter van de Europese Centrale Bank.

## Carrière
Trichet werd geboren in Lyon. Hij volgde een opleiding aan de École nationale supérieure des mines de Nancy en later op de École nationale d'administration.
In 1993 werd hij president van de Banque de France. In deze functie werd hij in november 1997 door de Franse president Jacques Chirac en Lionel Jospin naar voren geschoven als eerste president van de directie van de Europese Centrale Bank, maar tot ongenoegen van Frankrijk hadden de andere Europese landen een voorkeur voor de Nederlander Wim Duisenberg. Duisenberg werd benoemd, waarbij als compromis werd afgesproken dat hij na vier jaar 'vrijwillig' zou terugtreden.
Op 9 juli 2003 kondigde Duisenberg zijn afscheid aan en op 1 november van dat jaar volgde Trichet hem op. Hij werd zelf op 1 november 2011 opgevolgd door Mario Draghi.
In 2010 werd Trichet verkozen tot lid van de Académie des sciences morales et politiques te Parijs.